# لويس دياز (لاعب كرة قدم إسباني)
لويس دياز (بالإسبانية: Luis Díaz Carballido)‏ هو لاعب كرة قدم إسباني، ولد في 27 فبراير 1995 في لوغو في إسبانيا. لعب مع نادي لوغو.

## وصلات خارجية
- لويس دياز على موقع قاعدة بيانات كرة القدم.إي يو (الإنجليزية)
- لويس دياز على موقع Soccerway.com (الإنجليزية)